# Distrikt Nakapiripirit
Nakapiripirit ist ein Distrikt in Norduganda. Die Hauptstadt des Distrikts ist Nakapiripirit.

## Lage
Der Distrikt grenzt im Norden an den Distrikt Napak, im Nordosten an den Distrikt Moroto, im Osten an den Distrikt Amudat, im Südosten an den Distrikt Kween, im Südwesten an den Distrikt Bulambuli, im Westen an den Distrikt Kumi und im Nordwesten an den Distrikt Katakwi.

## Demografie
Die Bevölkerungszahl wird für 2020 auf 113.300 geschätzt. Davon lebten im selben Jahr 4,2 Prozent in städtischen Regionen und 95,8 Prozent in ländlichen Regionen. Die Mehrheit der Bevölkerung sind Karamojong.

## Wirtschaft
Die wirtschaftliche Haupttätigkeit im Distrikt ist die Tierhaltung und die Mehrheit der Bevölkerung sind Pastoralisten. In einigen Gebieten, insbesondere im Süden, wird auch bäuerliche Landwirtschaft betrieben. Der Distrikt gehört zu den ärmsten und unterentwickeltesten in Uganda.